# NK Triglav Kranj
Nogometni klub Triglav Kranj – słoweński klub piłkarski z siedzibą w Kranju, utworzony w 1920 roku. Obecnie bierze udział w rozgrywkach drugiej lidze.